# Орільське (Дніпровський район)
Орі́льське — село в Україні, в Слобожанській селищній територіальній громаді Дніпровського району Дніпропетровської області. Населення, за переписом 2023 року, становить 2 389 особ.

## Географія
Село розміщене на лівому березі річки Оріль, вище за течією, на відстані 1,5 км, розташоване село Балівка, нижче за течією, на відстані 2 км — селище Обухівка. Через село проходить автошлях Н31.
Площа: ~4,2 км².

## Історія
У 1930-х роках село мало назву Миколаївка-2, і належало до Петриківського району. Тоді ж створено колгосп «Червоний партизан».
Німецькі солдати, окупувавши село влітку 1941 року, встановили суворий порядок, комендантом призначили Редьку — жителя села Балівка. У 1943 році, відступаючи, німці спалили село вщент. Були знищені всі колодязі, крім одного. Господареві вдалося його замаскувати.
Червона армія увійшла у село восени 1943 року. Людям було запропоновано переселитися до села Балівка як таке, що менше постраждало, але народ вирішив відбудувати рідне село. Відбудовували Партизанське приблизно до 1950 року, станом на 1958 рік тут нараховувалося вже 170 дворів. 1960 року колгосп «Червоний партизан» було об'єднано з радгоспом «Перемога» і Партизанське стало відноситись до Балівської сільської ради.
У селі Партизанське існувала школа, поділена на два класи 1 і 3 та 2 і 4. Чотири класи діти вчилися в рідній школі, а з п'ятого по восьмий — у с. Балівка. Також у селі працювали магазин, клуб, контора (третього відділу радгоспу «Перемога»), дитячий садок, медична амбулаторія. Приблизно у 1965 р. клуб знесли. У 1960-х роках побудовано новий магазин, заасфальтовано автошлях Дніпропетровськ — Полтава, розпочалося будівництво залізничної колії Дніпродзержинськ — Новомосковськ-Дніпровський, а також станції Балівка (житлові будинки, склади, крамницю, залізничний переїзд).
До об'єднання «Дніпросільбудіндустрія» входило п'ять великих заводів (завод бетонних виробів, столярних виробів, легких конструкцій, базальтового волокна, керамзитового гравію). В об'єднанні працювало 1200 працівників різних професій, із них — 450 інженерно-технічних службовців. У 1975 р. здано в експлуатацію котельню, бетонно-змішувальний та ремонтно-механічний цехи.
1974 року об'єднанням «Дпіпросільбудіндустрія» розпочалося будівництво житлового масиву. Були побудовані житлові п'ятиповерхові будинки № 1 та № 3. Впродовж 1980-x років добудовувалися будинки № 4 та № 5 для молодих сімей, торговельний комплекс, медична амбулаторія, теплопункт, дитячий садочок «Івушка». 
З 1975 року розпочала свою історію сільська бібліотека. У центрі села стояла глиняна хата, де існувала бібліотека. У січні 1976 року введено в експлуатацію завод залізобетонних виробів для будівництв споруд сільського господарства.
1994 року здано в експлуатацію п'ятиповерховий будинок на 60 квартир, який належав базі «Сільгосптехніка». З 2002 року в комунальній власності громади наявні 6 п'ятиповерхових та 4 двоповерхових житлових будинків загальною кількістю 754 квартири, які обслуговуються ВАТ «Енерговолгосп». У селі Партизанське — 321 житловий індивідуальний будинок та 183 ділянки під будівництво. Село газифіковано.
День села святкується 24 серпня, на День Незалежності України. Село Орільське налічує 11 вулиць та 2 провулки.
До 2020 року — адміністративний центр Партизанської сільської ради Дніпровського району Дніпропетровської області.
19 вересня 2024 року Верховна Рада підтримала перейменування села Партизанське на Орільське. 26 вересня 2024 року перейменування набуло чинності.

## Населення

### Мова
Розподіл населення за рідною мовою за даними перепису 2001 року:
| Мова            | Кількість | Відсоток |
| --------------- | --------- | -------- |
| українська      | 2286      | 88.23%   |
| російська       | 295       | 11.39%   |
| білоруська      | 2         | 0.08%    |
| румунська       | 1         | 0.04%    |
| гагаузька       | 1         | 0.04%    |
| інші/не вказали | 6         | 0.04%    |
| Усього          | 2591      | 0.18%    |

## Економіка
- ЗАТ «Дніпропетровський цементний завод».
- ТОВ «Метінвест-СМЦ».
- ТОВ «Виробничий комплекс „Укрсолод“».
- «Промарматура», АТ.
- ПП «ЛОТОК»
- ПП «Наша Ряба»
- ПП «Мороз»

## Галерея

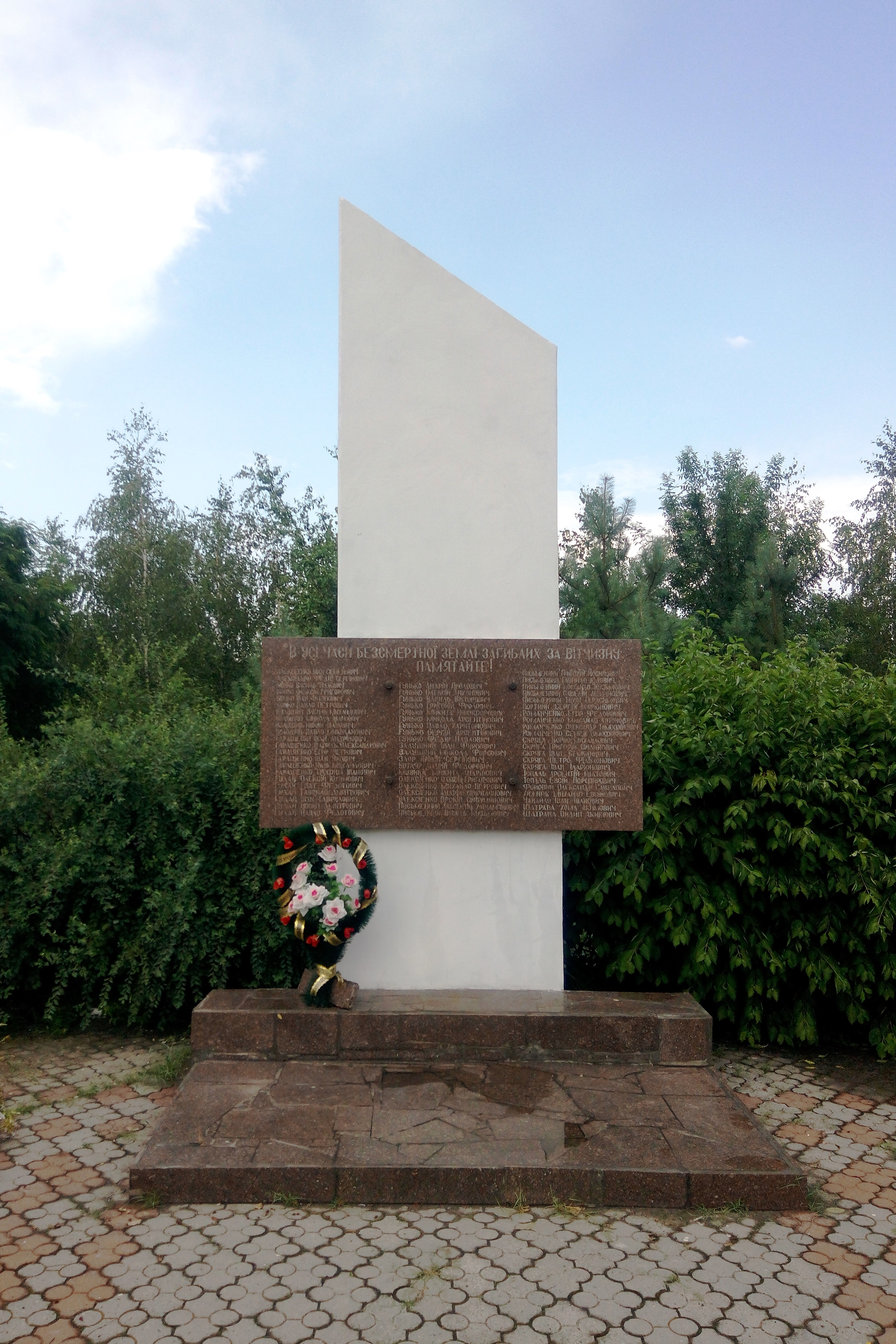
Військовий меморіал
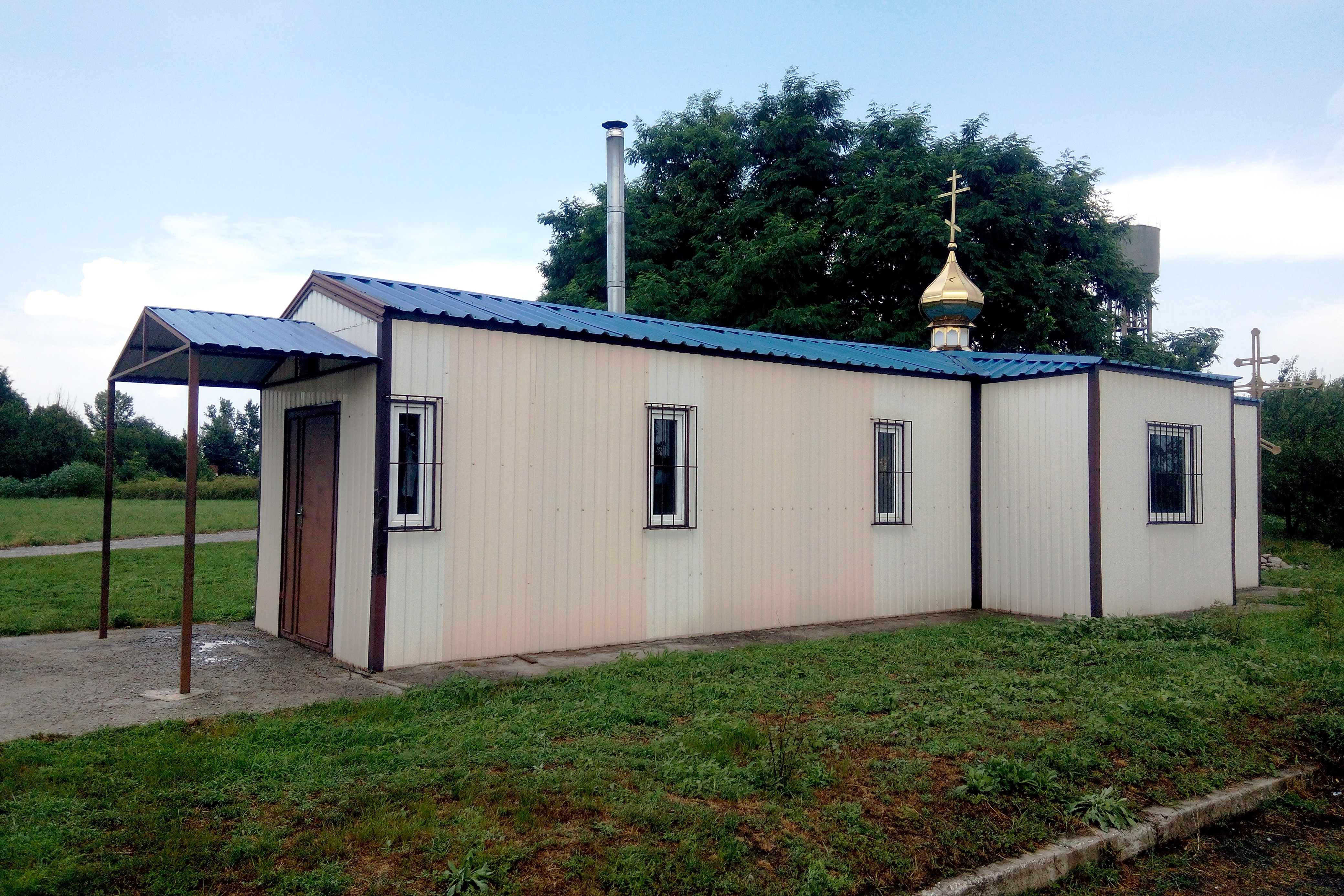
Храм Святого великомученика Георгія Переможця
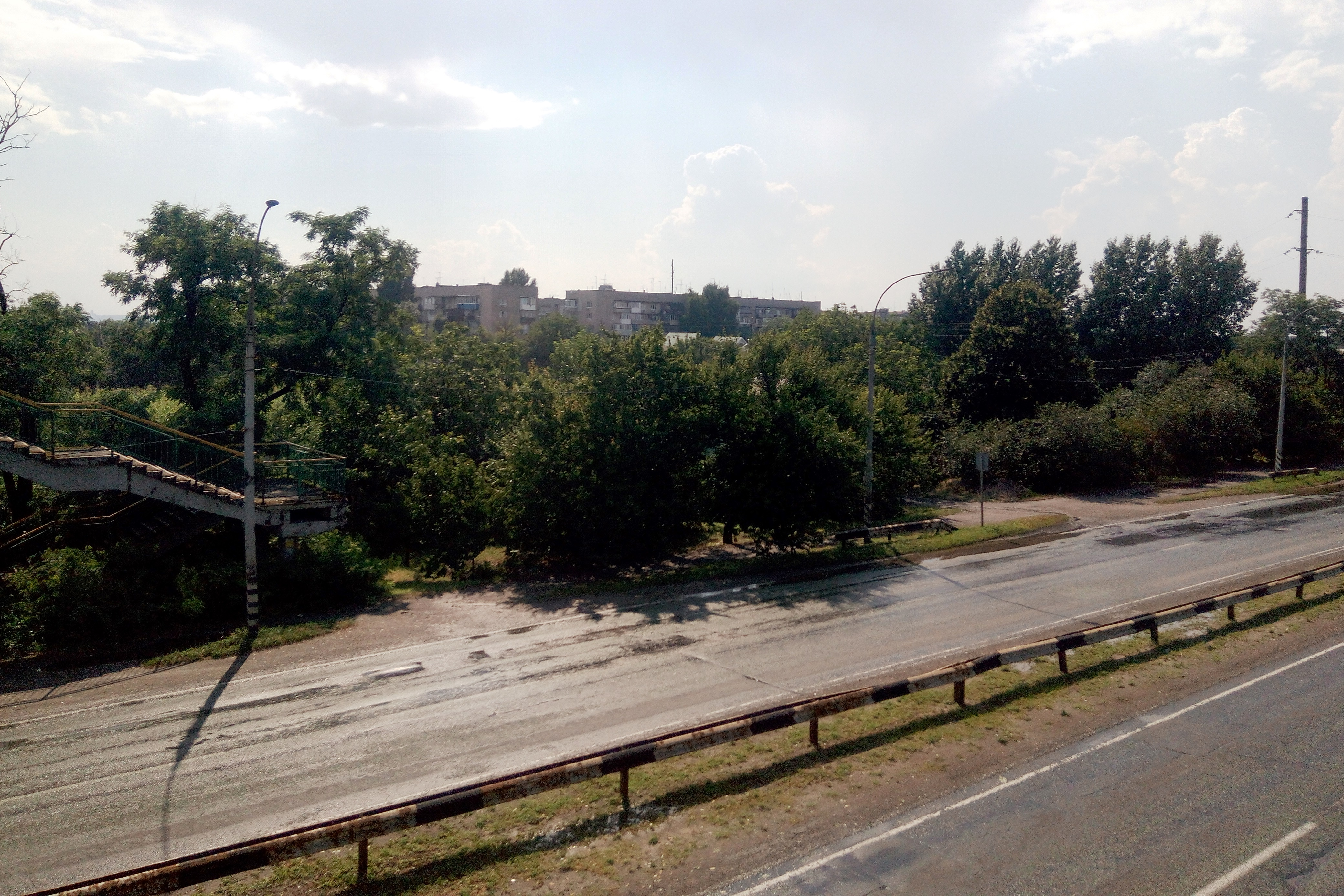
Вигляд на Орільське з автошляху Н31 Дніпро - Решетилівка
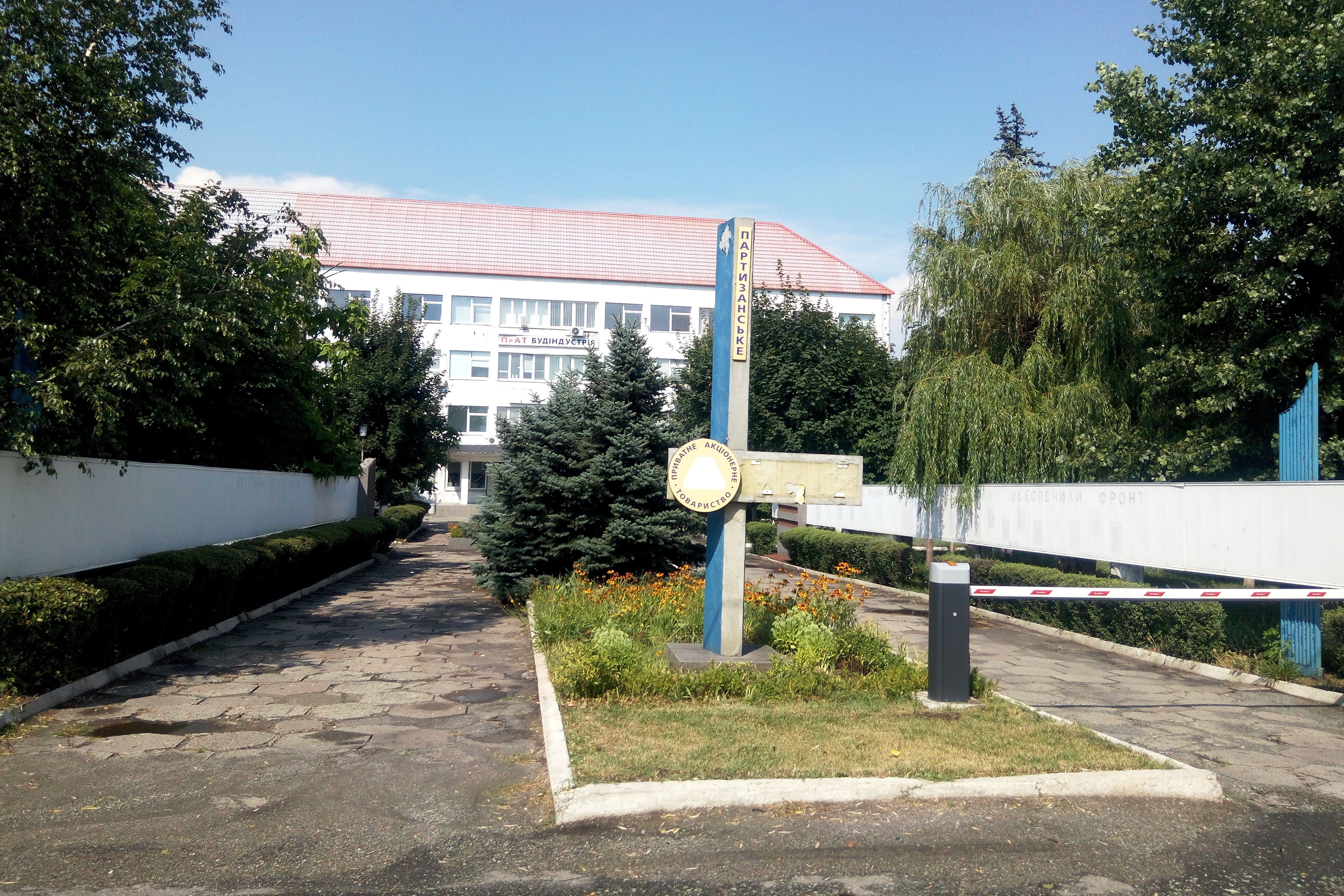
ПрАТ «Партизанське»